# Нідерланди на зимових Олімпійських іграх 1972
Нідерланди на зимових Олімпійських іграх 1972 року, які проходили в японському місті Саппоро, була представлена 11 спортсменами (5 чоловіками та 6 жінками) у двох видах спорту: фігурне катання і ковзанярство. Прапороносцем на церемонії відкриття Олімпійських ігор була ковзанярка Атьє Келен-Делстра.
Нідерланди вдев'яте взяли участь в зимовій Олімпіаді. Нідерландські спортсмени здобули 9 медалей: чотири золоті, три срібні і дві бронзові. Збірна Нідерландів зайняла 4 загальнокомандне місце.

## Медалісти
| Медалі за видом спорту | Медалі за видом спорту | Медалі за видом спорту | Медалі за видом спорту | Медалі за видом спорту |
| ---------------------- | ---------------------- | ---------------------- | ---------------------- | ---------------------- |
| Вид                    | 1                      | 2                      | 3                      | Всього                 |
| Ковзанярський спорт    | 4                      | 3                      | 2                      | 9                      |
| Всього                 | 4                      | 3                      | 2                      | 9                      |

| Медаль | Спортсмен          | Вид спорту          | Дисципліна        |
| ------ | ------------------ | ------------------- | ----------------- |
| Золото | Ард Схенк          | Ковзанярський спорт | 1500 м, чоловіки  |
| Золото | Ард Схенк          | Ковзанярський спорт | 5000 м, чоловіки  |
| Золото | Ард Схенк          | Ковзанярський спорт | 10000 м, чоловіки |
| Золото | Стін Кайсер        | Ковзанярський спорт | 3000 м, жінки     |
| Срібло | Кес Веркерк        | Ковзанярський спорт | 10000 м, чоловіки |
| Срібло | Атьє Келен-Делстра | Ковзанярський спорт | 1000 м, жінки     |
| Срібло | Стін Кайсер        | Ковзанярський спорт | 1500 м, жінки     |
| Бронза | Атьє Келен-Делстра | Ковзанярський спорт | 1500 м, жінки     |
| Бронза | Атьє Келен-Делстра | Ковзанярський спорт | 3000 м, жінки     |

## Ковзанярський спорт
| Дисципліна        | Спортсмен          | Дистанція   | Дистанція |
| Дисципліна        | Спортсмен          | Час         | Місце     |
| ----------------- | ------------------ | ----------- | --------- |
| 500 м, чоловіки   | Яппі ван Дійк      | 43.03       | 32        |
| 500 м, чоловіки   | Ард Схенк          | 43.40       | 34        |
| 500 м, чоловіки   | Едді Вергеєн       | 42.67       | 25        |
| 1500 м, чоловіки  | Ян Болс            | 2:06.58     | 5         |
| 1500 м, чоловіки  | Ард Схенк          | 2:02.96 OR  | 1         |
| 1500 м, чоловіки  | Едді Вергеєн       | 2:10.96     | 19        |
| 1500 м, чоловіки  | Кес Веркерк        | 2:07.43     | 8         |
| 5000 м, чоловіки  | Ян Болс            | 7:39.40     | 8         |
| 5000 м, чоловіки  | Ард Схенк          | 7:23.61     | 1         |
| 5000 м, чоловіки  | Кес Веркерк        | 7:39.17     | 6         |
| 10000 м, чоловіки | Ян Болс            | 15:17.99    | 4         |
| 10000 м, чоловіки | Ард Схенк          | 15:01.35 OR | 1         |
| 10000 м, чоловіки | Кес Веркерк        | 15:04.70    | 2         |
| 500 м, жінки      | Еллі ван ден Бром  | 45.62       | 10        |
| 500 м, жінки      | Атьє Келен-Делстра | 44.89       | 6         |
| 500 м, жінки      | Трійні Реп         | 46.60       | 20        |
| 1000 м, жінки     | Еллі ван ден Бром  | 1:32.60     | 7         |
| 1000 м, жінки     | Атьє Келен-Делстра | 1:31.61     | 2         |
| 1000 м, жінки     | Трійні Реп         | 1:35.82     | 24        |
| 1500 м, жінки     | Стін Кайсер        | 2:21.05     | 2         |
| 1500 м, жінки     | Еллі ван ден Бром  | 2:22.27     | 4         |
| 1500 м, жінки     | Атьє Келен-Делстра | 2:22.05     | 3         |
| 3000 м, жінки     | Стін Кайсер        | 4:52.14 OR  | 1         |
| 3000 м, жінки     | Атьє Келен-Делстра | 4:59.91     | 3         |
| 3000 м, жінки     | Сіппі Тігхелар     | 5:01.67     | 4         |

## Фігурне катання
| Спортсмен     | Дисципліна              | Обов'язкова програма | Довільна програма | Бали   | Сума місць | Місце |
| ------------- | ----------------------- | -------------------- | ----------------- | ------ | ---------- | ----- |
| Діанне де Леу | жіноче одиночне катання | 15                   | 16                | 2298.7 | 143        | 16    |